# Expedition 2
L'Expedition 2 è stato il secondo equipaggio della Stazione spaziale internazionale.

## Equipaggio
| Ruolo               | Marzo – Agosto 2001                 |
| ------------------- | ----------------------------------- |
| Comandante          | Jurij Usačëv, Roscosmos Quarto volo |
| Ingegnere di volo 1 | Susan Helms, NASA Quinto volo       |
| Ingegnere di volo 2 | James Voss, NASA Quinto volo        |

## Parametri della missione
- Perigeo: 384 km
- Apogeo: 396 km
- Inclinazione: 51,6°
- Periodo: 92 minuti

- Aggancio: 10 marzo 2001, 06:38 UTC
- Sgancio: 20 agosto 2001, 14:51:30 UTC
- Durata attracco: 163 giorni, 8 ore, 13 minuti e 30 secondi

## Obiettivi della missione
Il secondo equipaggio arrivò sulla Stazione Spaziale nel marzo 2001, dopo essere stata trasportata dallo shuttle Discovery nel corso della missione STS-102, cominciata l'8 marzo 2001. Cominciarono ufficialmente la loro permanenza di quattro mesi sulla Stazione il 18 marzo 2001, e ritornarono a Terra con la missione STS-105 il 22 agosto 2001 dopo aver trascorso 163 giorni sulla Stazione Spaziale e 167 nello spazio.